# A-1 HKL 2012./13.
A-1 hrvatska košarkaška liga je najviši rang hrvatskog košarkaškog prvenstva u sezoni 2012./13. Sudjelovalo je ukupno 14 klubova, a samo natjecanje je imalo više faza. 

Prvakom je drugi put zaredom postala momčad Cibone iz Zagreba.

## Sudionici
- Vrijednosnice OS, Darda
- Dubrovnik
- Križevci
- Osječki sokol, Osijek
- Kvarner 2010, Rijeka
- Alkar, Sinj
- Đuro Đaković, Slavonski Brod
- Split *
- Jolly Jadranska Banka, Šibenik
- Zabok
- Zadar *
- Cedevita, Zagreb *
- Cibona, Zagreb *
- Zagreb

* igrali ABA ligu, prvenstvu se pridružili u Ligi za prvaka

## Ljestvice i rezultati

### A-1 liga
| mj  | klub          | ut | pob | por | koševi    | bod | 2. dio sezone   |
| --- | ------------- | -- | --- | --- | --------- | --- | --------------- |
| 1.  | Zagreb        | 18 | 14  | 4   | 1480:1350 | 32  | Liga za prvaka  |
| 2.  | Kvarner 2010  | 18 | 13  | 5   | 1379:1218 | 31  | Liga za prvaka  |
| 3.  | Alkar         | 18 | 12  | 6   | 1405:1334 | 30  | Liga za prvaka  |
| 4.  | Jolly JBŠ     | 18 | 12  | 6   | 1525:1413 | 30  | Liga za prvaka  |
| 5.  | VROS Darda    | 18 | 10  | 8   | 1326:1288 | 28  | Liga za ostanak |
| 6.  | Đuro Đaković  | 18 | 10  | 8   | 1366:1358 | 28  | Liga za ostanak |
| 7.  | Zabok         | 18 | 7   | 11  | 1371:1337 | 25  | Liga za ostanak |
| 8.  | Križevci      | 18 | 6   | 12  | 1304:1440 | 24  | Liga za ostanak |
| 9.  | Osječki sokol | 18 | 5   | 13  | 1371:1505 | 23  | Liga za ostanak |
| 10. | Dubrovnik     | 18 | 1   | 17  | 1248:1532 | 19  | Liga za ostanak |

### Liga za prvaka
| mj | klub         | ut | pob | por | koševi    | bod |             |
| -- | ------------ | -- | --- | --- | --------- | --- | ----------- |
| 1. | Cibona       | 14 | 12  | 2   | 1186:1060 | 26  | doigravanje |
| 2. | Zadar        | 14 | 11  | 3   | 1175:1072 | 25  | doigravanje |
| 3. | Cedevita     | 14 | 11  | 3   | 1239:997  | 25  | doigravanje |
| 4. | Jolly JBŠ    | 14 | 7   | 7   | 1003:1032 | 21  | doigravanje |
| 5. | Kvarner 2010 | 14 | 7   | 7   | 988:1073  | 21  |             |
| 6. | Split        | 14 | 5   | 9   | 999:1055  | 19  |             |
| 7. | Zagreb       | 14 | 2   | 12  | 1102:1195 | 18  |             |
| 8. | Alkar        | 14 | 1   | 13  | 1015:1223 | 15  |             |

### Liga za ostanak
| Mj. | Klub          | Poredak za Ligu za ostanak (uključivo i rezultate iz A-1 lige Ožujsko) | Poredak za Ligu za ostanak (uključivo i rezultate iz A-1 lige Ožujsko) | Poredak za Ligu za ostanak (uključivo i rezultate iz A-1 lige Ožujsko) | Poredak za Ligu za ostanak (uključivo i rezultate iz A-1 lige Ožujsko) | Poredak za Ligu za ostanak (uključivo i rezultate iz A-1 lige Ožujsko) |     | Omjer u Ligi za ostanak | Omjer u Ligi za ostanak | Omjer u Ligi za ostanak | Omjer u Ligi za ostanak |  |
| Mj. | Klub          | Ut.                                                                    | Pob.                                                                   | Por.                                                                   | Koševi                                                                 | Bod                                                                    | Ut. | Pob.                    | Por.                    | Koševi                  |                         |  |
| --- | ------------- | ---------------------------------------------------------------------- | ---------------------------------------------------------------------- | ---------------------------------------------------------------------- | ---------------------------------------------------------------------- | ---------------------------------------------------------------------- | --- | ----------------------- | ----------------------- | ----------------------- | ----------------------- |  |
| 1.  | Đuro Đaković  | 20                                                                     | 14                                                                     | 6                                                                      | 1533:1421                                                              | 34                                                                     | 10  | 6                       | 4                       | 772:712                 |                         |  |
| 2.  | VROS Darda    | 20                                                                     | 13                                                                     | 7                                                                      | 1510:1414                                                              | 33                                                                     | 10  | 5                       | 5                       | 728:728                 |                         |  |
| 3.  | Zabok         | 20                                                                     | 11                                                                     | 9                                                                      | 1625:1504                                                              | 31                                                                     | 10  | 7                       | 3                       | 844:765                 |                         |  |
| 4.  | Osječki sokol | 20                                                                     | 10                                                                     | 10                                                                     | 1559:1593                                                              | 30                                                                     | 10  | 5                       | 5                       | 808:822                 |                         |  |
| 5.  | Križevci      | 20                                                                     | 9                                                                      | 11                                                                     | 1532:1586                                                              | 29                                                                     | 10  | 5                       | 5                       | 827:837                 | kvalifikacije           |  |
| 6.  | Dubrovnik     | 20                                                                     | 3                                                                      | 17                                                                     | 1453:1694                                                              | 23                                                                     | 10  | 2                       | 8                       | 760:875                 | ispada iz lige          |  |

### Doigravanje
|                                                | 1.klub | omjer | 2.klub    | rezultati            |
| ---------------------------------------------- | ------ | ----- | --------- | -------------------- |
| poluzavršnica                                  | Cibona | 2-0   | Jolly JBŠ | 99:74, 73:67         |
| poluzavršnica                                  | Zadar  | 2-1   | Cedevita  | 79:74, 61:91, 86:81  |
|                                                |        |       |           |                      |
| završnica                                      | Cibona | 3-0   | Zadar     | 84:68, 92:76, 101:83 |
|                                                |        |       |           |                      |
| podebljan rezultat - domaća utakmica za 1.klub |        |       |           |                      |

## Klubovi u međunarodnim natjecanjima
- Euroliga
  - Cedevita, Zagreb
- EuroCup
  - Cibona, Zagreb
- ABA liga
  - Split, Split
  - Zadar, Zadar
  - Cedevita, Zagreb
  - Cibona, Zagreb
- Balkanska liga
  - Đuro Đaković, Slavonski Brod

## Poveznice
- A-2 liga 2012./13.
- B-1 liga 2012./13.
- C liga 2012./13.
- Kup Krešimira Ćosića 2012./13.
- ABA liga 2012./13.
- Balkanska liga 2012./13.